# Allan Ringström
Allan Algot Emanuel Ringström, född 25 september 1925, död 3 januari 2007, var en svensk friidrottare (släggkastning). Han vann SM-guld i slägga åren 1952 och 1953. Ringström tävlade för Brännans IF och Sundbybergs IK.
Han blev 1953 utsedd till Stor grabb nummer 167 i friidrott. Allan Ringström är gravsatt i minneslunden på Sundbybergs begravningsplats.